# 朱满洲
朱满洲（1965年9月—），现任安徽大学化学化工学院教授、博士生导师。

## 生平
1984年高中毕业于安徽省潜山野寨中学，1988年本科毕业于安徽中医学院（现安徽中医药大学），1994年研究生毕业于沈阳药科大学，随后到安徽中医学院任教。2000年获中国科学技术大学博士学位。2001年至2004年在中国科学技术大学做博士后研究，出站后留校工作。2007年至2009年在美国卡耐基梅隆大学做博士后研究。2010年入职安徽大学化学化工学院，任校特聘教授。

## 学术贡献
主持国家自然科学基金重点项目等项目30余项，发表SCI论文260余篇。研究成果曾获2018年度安徽省自然科学奖一等奖。2012年入选教育部“长江学者”特聘教授，为安徽省省属高校自主培养第一位“长江学者”特聘教授。2014年获评“全国优秀教师”。2018年获首届“安徽省创新争先奖状”。 2020年获“全国先进工作者”。2020年获“国务院政府特殊津贴”。